# خانه محتشم
خانه محتشم مربوط به دوره زند - دوره قاجار است و در شیراز، خیابان شاهپور سابق واقع شده و این اثر در تاریخ ۲ آبان ۱۳۵۶ با شمارهٔ ثبت ۱۵۵۷ به‌عنوان یکی از آثار ملی ایران به ثبت رسیده است.
خانه تاریخی محتشم روبه‌روی بنای تاریخی دیوانخانه کریمخانی در خیابانی کنار ارگ کریمخانی در شیراز قرار دارد و از قدیمی‌ترین خانه‌ها در شیراز محسوب می‌شود.
مدخل اصلی خانه در خیابان شاپور واقع است علاوه بر آن دو درب دیگر نیز در کوچه بن‌بست شمالی قرار دارد.
این خانه از دو بخش تشکیل شده‌است. یک قسمت در شرق که مربوط به دوره قاجار است و بخشی که قدیمی تر بوده و در غرب قرار گرفته و مربوط به دوران زندیه است.
ساختمان اصلی آن در سمت غرب واقع شده‌است. سنگ ایوان حجاری شده و نقش‌های جالب و برجسته حیوانات وحشی و گل‌ها بر آن کنده شده‌است. پشت بام این قسمت که فقط منحصر به تالار اصلی می‌شود شیروانی است.
ساختمان بخش غربی دو طبقه است که طبقه زیرین از حیاط به اندازه دو پله بالاتر است؛ و شامل یک ارسی با شاه‌نشین و گچبری است. سقف‌های چوبی با نقاشی رنگ و روغن است. در دو طرف شاه‌نشین دو اطاقک پستو مانند دیده می‌شود. برای رفتن به طبقه بالا دو راهرو در اطراف شاه‌نشین قرار دارد که در انتهای راهروها پله‌ها قرار گرفته‌است. در سمت راست و چپ این راهروها دو اتاق سه دری روی اتاق‌های سه دری پایین است؛ و دو اتاق موسوم به نمازخانه که دید به تالار اصلی دارد. اتاق‌های طبقه بالا همانند طبقه زیرین دارای تزئینات گچبری و سقف‌های چوبی نقاشی شده‌است. در نمای این ساختمان دو ستون سنگی به چشم می‌خورد که بین درک‌ها قرار گرفته‌است. جرزهای دارای تزئینات کاشی‌کاری است.
در سمت شرق ساختمان که قاجاری است مشرف به خیابان است. این ساختمان دو طبقه و فاقد هنرهای تزئینی است. در سمت شمال جمعاً شش اتاق تو در تو است که راهروی ورودی آن از وسط است. در قسمت زیرین، زیرزمین است که جنبه انباری دارد. محور تقارن بنا به صورت شرقی و غربی است.
در مقایسه این بنا با تعدادی از بناهای دوران زندیه وقاجاریه تشابه گره کاری‌های موجود در ارسی‌ها وپنجره با ارگ کریمخانی کاملأ مشهود است.
ورودی ساختمان از طریق راهرویی به طول هفت متر با دیوارهای آجری امکان‌پذیر می‌شود. در کنار این راهرو و در جوار ضلع شرقی تزئین کاشی هفت‌رنگ از زیبایی خاصی برخوردار است. در ضلع غربی نیز یک ایوان با دو ستون سنگی و سقف چوبی نقاشی شده خودنمایی می‌کند و ارسی‌هایی که به ایوان بازمی‌شوند مزین به تزئینات چوبی بسیار ظریف وآینه کاری هستند.
این ایوان که به آن شاه‌نشین می‌گفته‌اند با گچ‌بری‌های زیبایی تزئین شده که نظر هر بینده‌ای را به خود جلب می‌کند و ضلع جنوبی بنا دیواری مزین به طاقنماست.
حیاط مصفای این بنای تاریخی حالت یک باغ کوچک را دارد که در وسط آن دو حوض سنگی ساخته‌اند، در وسط حوض که به صورت شرقی-غربی طراحی شده چند فواره سنگی وجود دارد.
حجاری‌ها و نقوش برجسته گل و بوته و تصاویر حیوانات بر سنگ‌های ازاره که از جنس گندمک است، سقف‌های چوبی نقاشی شده با رنگ‌های زنده و نقوش ظریف ومتنوع ایوان‌ها و طاق‌های گچ بری شده، کاشیکاری، آینه کاری و گره چینی روی ارسی‌ها و درک‌های چوبی ازجمله تزئینات این بنای تاریخی هستند.